# جزيرة كايوانغين بوتري
جزيرة كايوانغين بوتري وهي جزيرة من جزر إندونيسيا، وتقع في إقليم جاكارتا.